# Jojoug Marjanli
Jojoug Marjanli est un village de la région de Jabrayil en Azerbaïdjan. Il se prononce «Cojux Mərcannı » dans le dialecte local.

## Histoire
Marjanli reflète le nom de la tribu qui vivait ici. À l'époque soviétique, le village faisait partie du village de Mehdili de la région de Jabrail de la RSS d'Azerbaïdjan. En 1993, pendant la guerre du Karabagh, Jojoug Marjanli a été occupé par les forces armées arméniennes. À la suite de l'opération Horadiz au début de 1994, l'armée azerbaïdjanaise a repris le contrôle du village. Au début de 2016, seule une famille azerbaïdjanaise vivait ici, qui ne voulait pas quitter ses maisons.
En janvier 2017, l'Azerbaïdjan a investi 2 millions d'euros dans la reconstruction du village. En juin 2017, Ilham Aliyev a effectué une visite à Jojoug Marjanli. 50 maisons et une école ont été construites au village.